# Shinjin
Shinjin (信心) est à l'origine le mot japonais pour désigner le concept bouddhiste de citta-prasāda (« cœur-esprit clair ou clarifié »), mais porte maintenant un sens plus populaire associé à la foi ou au fait d'accorder sa foi.
Tandis qu'il s'agit d'un terme bouddhiste japonais général, il est particulièrement associé à l'enseignement du jōdo Shinshū de Shinran. Dans ce contexte, il se réfère à l'éveil et à l'établissement de l'esprit qui est conscient du fonctionnement du vœu originel (en) d'Amitābha Bouddha et l'assurance de la naissance dans la Terre Pure après la mort:

« Dans ses Notes sur l'essentiel de la foi seule Shinran écrit : « Sachez que la véritable essence de l'enseignement de la Terre Pure, c'est que lorsque nous réalisons le vrai et véritable shinjin, nous sommes nés dans la vraie terre ». »